# Cuauhtémoc (Durango)
Cuauhtémoc es una localidad del estado mexicano de Durango. Es parte del municipio de Cuencamé.

## Toponimia
El nombre de la localidad rinde homenaje a Cuauhtémoc, último Huey tlatoani del Imperio mexica.

## Demografía
| Gráfica de evolución demográfica |
|                                  |

| Censo | Población |
| ----- | --------- |
| 1921  | 134       |
| 1930  | 532       |
| 1940  | 126       |
| 1950  | 1 646     |
| 1960  | 2 072     |
| 1970  | 2 552     |
| 1980  | 3 493     |
| 1990  | 3 260     |
| 2000  | 3 021     |
| 2010  | 2 998     |
| 2020  | 2 771     |